# Luffa cylindrica
Luffa cylindrica är en gurkväxtart som först beskrevs av Carl von Linné, och fick sitt nu gällande namn av Johann Jakob Roemer. Luffa cylindrica ingår i släktet Luffa och familjen gurkväxter. Inga underarter finns listade i Catalogue of Life.

## Bildgalleri

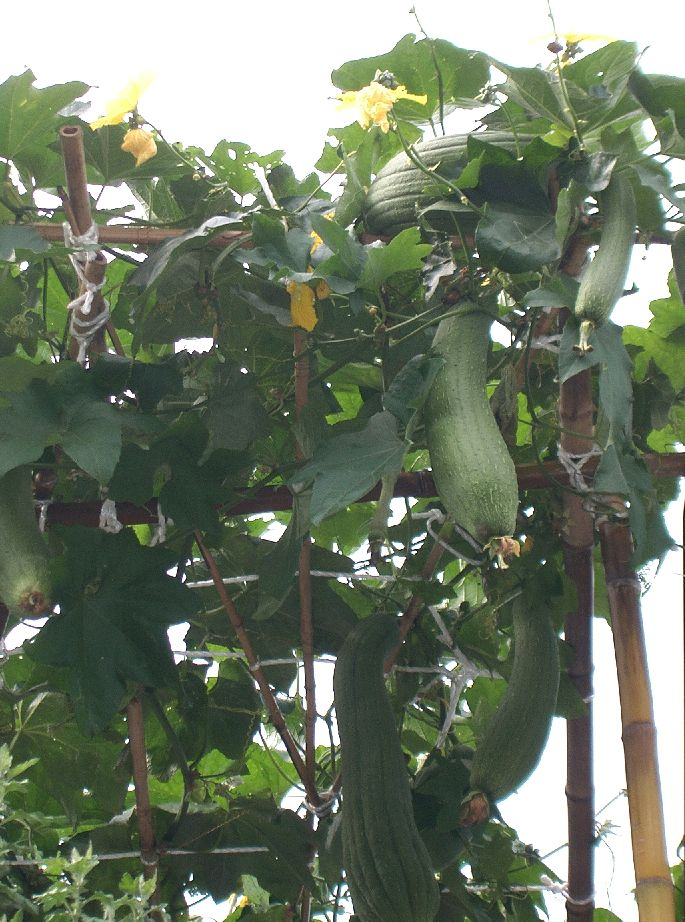